# Dom Pipkin
Dom Pipkin (* um 1970) ist ein Londoner Pianist. Er hat sich dem Boogie-Woogie im New-Orleans-Stil verschrieben.

## Leben
Pipkin erhielt in seiner Jugend klassischen Klavierunterricht. Jazz zu spielen lernte er autodidaktisch nach Schallplatten, ehe er an der Royal Academy of Music ein Jazzstudium absolvierte.
Ab den späten 1990er Jahren spielte er mit der Band Morcheeba, mit der er im Sommer 2022 auf Europatournee war und auf deren Album Big Calm er am Keyboard zu hören ist.
Er hat außerdem eine Band namens The Ikos.
Er trat unter anderem mit Paul Weller und Laura Mvula auf, am liebsten aber mit Paloma Faith, die später oft noch seine Sessions in The Music Shop in London besuchte. In seiner Smokin’ Boogie Show präsentierte er Musikstile vergangener Jahrzehnte und feierte Pianisten wie James Booker. Dom Pipkin trat unter anderem auch mit Allen Toussaint, Dr. John, Marcia Ball und Screamin’ Jay Hawkins auf. Für Stanley Kubrick spielte er im privaten Kreis Klavier. Er absolvierte zahlreiche Fernseh- und Radioauftritte und war auf vielen Festivals zu hören, darunter dem UK Boogie Woogie Festival und dem New Orleans Jazz and Heritage Festival. Etliche Live-Sessions fanden auch im Zusammenhang mit dem Film The Bayou Maharajah statt, unter anderem bei dessen Weltpremiere in Texas.
Im April 2022 trat er zusammen mit Christian Christl und Lluis Coloma bei den Boogie Masters Leipzig auf, im Sommer desselben Jahres nahm er am Bluesfestival in La Chèze teil.
Regelmäßig tritt er im Pub George IV in Chiswick auf.